# 第二次辺境伯戦争
第二次辺境伯戦争（Zweite Markgrafenkrieg、単に辺境伯戦争（Markgrafenkrieg）、あるいはBundesständischer Kriegとも呼ばれる）は、1552年から1555年に神聖ローマ帝国内で戦われた戦争。
当初は、ホーエンツォレルン家によるフランケン公領創設を目論むブランデンブルク＝クルムバッハ辺境伯アルブレヒト・アルキビアデスと、これに抵抗するニュルンベルク市との戦闘であったが、アルブレヒト・アルキビアデスがパッサウの和約の受け容れを拒否したことから戦渦が拡大した。アルブレヒト・アルキビアデスが行った侵略、略奪行為により、帝国内、特にフランケン地方の多くの集落や城が破壊された。被害はマインツ、ヴォルムス、オッペンハイム、メス、ヴェルダン、フランクフルト・アム・マイン、シュパイアーにも及んだ。
- 1552年6月19日：ニュルンベルクがアルブレヒト・アルキビアデスに降伏。この年から翌1553年にかけてフォルヒハイム、バンベルク、ハルシュタット、クンロイト、クリンゲンベルク・アム・マイン、ハイリゲンシュタット・イン・オーバーフランケン、エーバーマンシュタットを侵略。
- 1553年7月9日：ジーフェルスハウゼンの戦い。ザクセン選帝侯モーリッツとブラウンシュヴァイク＝ヴォルフェンビュッテル侯ハインリヒ2世がアルブレヒト・アルキビアデスに勝利したが、モーリッツはこの戦いで戦死、ハインリヒ2世も2人の息子を失った。
- 1553年11月26日：ブラウンシュヴァイク、ベーメン、バンベルク、ニュルンベルク、ヴュルツブルク、及び帝国の他の地域からの軍勢を含めた連合軍によるクルムバッハへの侵攻と破壊。クルムバッハはアルブレヒト・アルキビアデスの本拠地であった。その居城プラッセンブルク城塞を包囲。
- 1554年6月：アルブレヒト・アルキビアデス、シュヴァルツァハの戦いに敗れる。
- 1554年7月：プラッセンブルク城塞を連合軍が占領した。

アルブレヒト・アルキビアデスは帝国外へ追放刑となり、逃亡しなければならなかった。翌1555年にアウクスブルクの和議が締結、1557年にアルブレヒト・アルキビアデスが亡くなり、従弟のブランデンブルク＝アンスバッハ辺境伯ゲオルク・フリードリヒがブランデンブルク＝クルムバッハ辺境伯を兼ねることとなった。